# Wilhelm Dörr
Pour les articles homonymes, voir Dorr.
Wilhelm Dörr (Francfort-sur-le-Main, 7 décembre 1881 - Francfort-sur-le-Main, 4 avril 1955) fut un ancien tireur à la corde et athlète allemand. Il a participé aux Jeux olympiques intercalaires de 1906 et remporta la médaille d'or avec l'équipe allemande en tir à la corde.